# Jimmy Carters Kaninchen-Zwischenfall

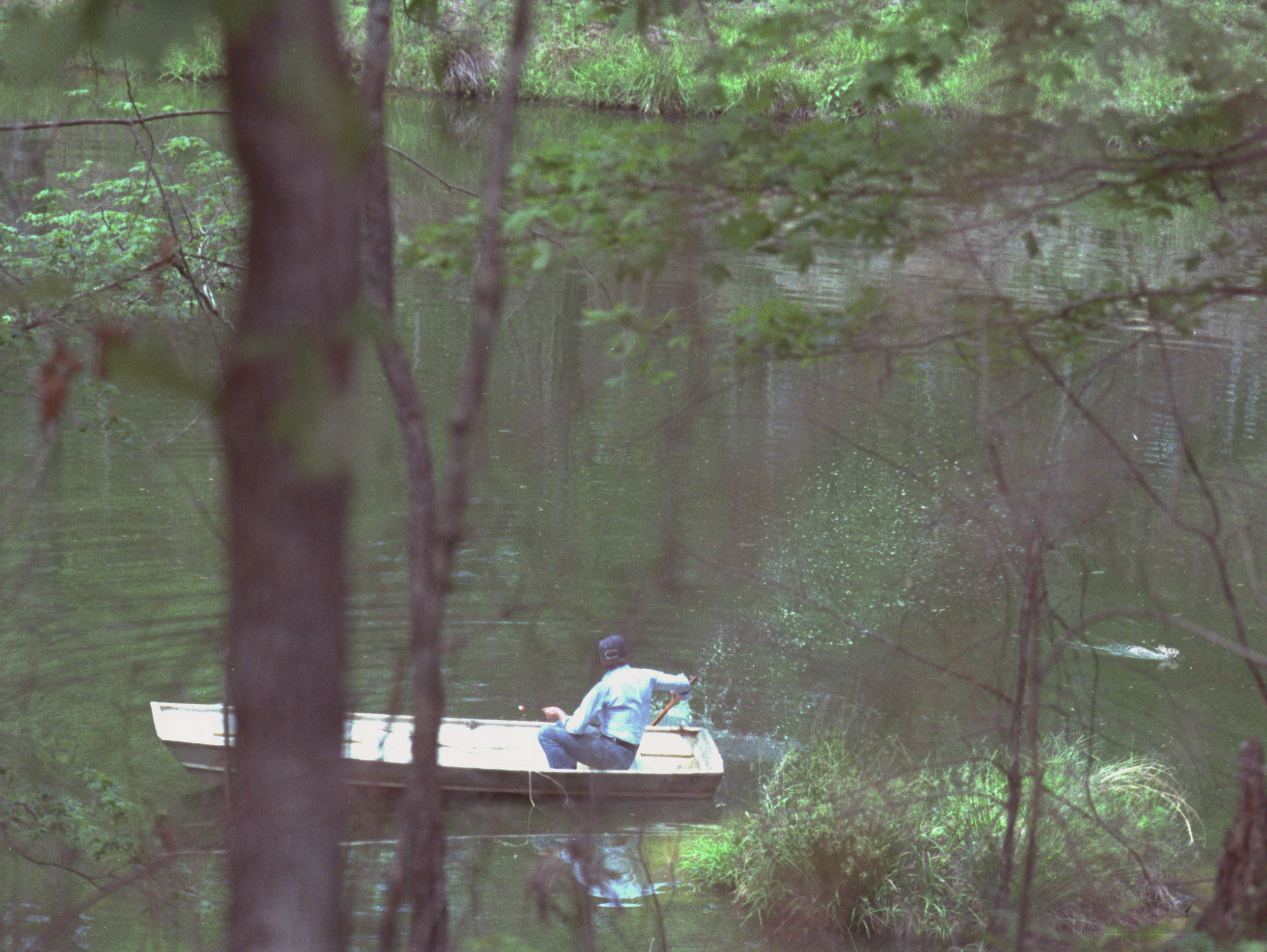
Foto von Jimmy Carter und dem Kaninchen

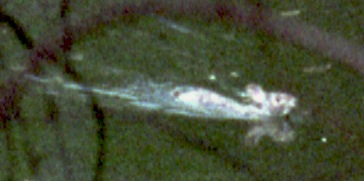
Das Kaninchen flieht vom Boot.

Jimmy Carters Kaninchen-Zwischenfall (englisch Jimmy Carter rabbit incident, von Medien auch killer rabbit attack genannt) ereignete sich am 20. April 1979 während eines Boots- und Angelausflugs des US-Präsidenten Jimmy Carter.

## Ereignisablauf
Carter war bei seiner Heimatstadt Plains (Georgia) alleine in einem Boot zum Angeln während seine Mitarbeiter an Land blieben. Nach Angaben des Präsidenten sprang ein von Hunden gejagtes Sumpfkaninchen (Sylvilagus aquaticus) „in das Wasser und schwamm auf mein Boot zu. Als es nahezu da war, spritzte ich mit einem Paddel etwas Wasser.“ („He jumped in the water and swam toward my boat. When he got almost there, I splashed some water with a paddle.“)
Nachdem Carter ins Büro zurückgekehrt war, wollte sein Stab ihm die Story nicht abnehmen und bestand darauf, dass ein Kaninchen nicht schwimmen könne und sich nie einem Menschen in drohender Art nähern würde. Der Zwischenfall wurde allerdings von einem Fotografen des Weißen Hauses festgehalten.

## Mediale Rezeption
Jody Powell, Pressesprecher des Weißen Hauses, erwähnte das Geschehnis am 28. August 1979 gegenüber dem AP-Korrespondenten Brooks Jackson, der die Story am nächsten Tag seiner Nachrichtenagentur übermittelte. Die Story „President Attacked by Rabbit“ erschien auf der Titelseite der Washington Post. Da das Weiße Haus es ablehnte, das betreffende Foto freizugeben, benutzte die Zeitung als Parodie einen Cartoon zum Film Der weiße Hai (engl.: Jaws) unter der Überschrift „PAWS“ (Pfoten, auch Hasenfüße) als Illustration. Das Weiße Haus verweigerte weiterhin eine Freigabe des Fotos von dem Zwischenfall, bis es während der Reagan-Administration auftauchte und die Story eine Wiederbelebung erfuhr.
Powell erzählte die Geschichte später in seinem Buch The Other Side of the Story wie folgt:

“Upon closer inspection, the animal turned out to be a rabbit. Not one of your cutesy, Easter Bunny-type rabbits, but one of those big splay-footed things that we called swamp rabbits when I was growing up.
The animal was clearly in distress, or perhaps berserk. The President confessed to having had limited experience with enraged rabbits. He was unable to reach a definite conclusion about its state of mind. What was obvious, however, was that this large, wet animal, making strange hissing noises and gnashing its teeth, was intent upon climbing into the Presidential boat.”

„Nach genauerem Hinsehen entpuppte sich das Tier als ein Kaninchen. Nicht ein niedliches, osterhasenartiges Kaninchen, sondern eins von dieser großen, spreizfüßigen Sorte, die wir, als ich aufwuchs, Sumpfkaninchen nannten.
Das Tier war offensichtlich in Bedrängnis oder vielleicht auch verrückt. Der Präsident gab zu, nur beschränkt Erfahrung mit tobenden Kaninchen gehabt zu haben. Es war ihm nicht möglich, sich eine abschließende Meinung über die Verfassung des Kaninchens zu bilden. Was aber offensichtlich war, war, dass dieses große, nasse Tier mit seinen seltsamen fauchenden Geräuschen und seinem Zähneknirschen fest entschlossen war, in das präsidiale Boot zu steigen.“

Der Sumpfkaninchen-Zwischenfall wurde Futter für politische und weltanschauliche Gegner, die Carters Präsidentschaft als glücklos und schwach hinzustellen versuchten. Andere wiederum lobten die erfolgreiche Abwehr eines blutrünstigen Killer-Kaninchens wie im Film Die Ritter der Kokosnuß.